# Отряд особого назначения при Коллегии ОГПУ РСФСР
Отряд особого назначения при Коллегии ОГПУ РСФСР (ОСНАЗ) — существовавшее с 1921 по 1924 год военизированное формирование в РСФСР, от которой  ведёт свои историю Дивизия имени Дзержинского.

## История
Отряд особого назначения (ОСНАЗ) при Президиуме ВЧК, сформированного 30 марта 1921 года на базе отдельных подразделений Московского гарнизона войск ВЧК. В 1922 году в состав Отряда ОСНАЗ вошли 1-й отдельный полк войск ГПУ и 1-й автобронеотряд при ВЦИК РСФСР.
24 февраля 1918 года Постановлением ВЦИК из рабочих и водителей автоотдела ВЦИК был сформирован 1-й автобоевой отряд при Всероссийском Центральном Исполнительном Комитете. Отряд не входил в штат ни военного ведомства, ни ВЧК. Начальник отряда подчинялся непосредственно председателю ВЦИК Я. М. Свердлову. В задачи отряда входила охрана высших должностных лиц советского государства. Первоначально численность формирования была небольшой — до трёх десятков бойцов, в вооружении которых были два броневика «Остин», четыре грузовика «Фиат» с установленными в кузовах на специальной вертушке спаренными пулемётами «Максима», несколько легковых автомобилей и мотоциклов с ручными пулемётами. Начальником отряда был назначен Ю. В. Конопко. В начале марта 1918 года отряд переименован в 1-й автобронеотряд при ВЦИК РСФСР. Совместно со 2-м Латышским полком бойцы отряда несли службу по охране Смольного и сопровождению высших должностных лиц.
В марте 1918 года принято решение о переезде советского правительства из Петрограда в Москву. Перенос столицы России из Петрограда в Москву проходила в условиях строжайшей секретности. Однако не обошлось без инцидентов. На станции Малая Вишера путь «поезду № 4001», в котором находились В. И. Ленин, Я. М. Свердлов, другие члены правительства был преграждён солдатами-анархистами, эшелон которых стоял на станции. В сложившийся критической ситуации бойцы автобронеотряда совместно с латышскими стрелками окружили состав и под угрозой пулемётов разоружили анархистов. Поезд благополучно проследовал дальше. 
В новой столице Советской Республики бронеотряд разместился на территории Кремля и вместе с латышскими стрелками приступил к охране членов ВЦИК и СНК РСФСР. Наряду с выполнением своих основных обязанностей бойцы по поручению Ф. Э. Дзержинского участвовали в операциях по обезвреживанию анархистских и контрреволюционных организаций, ликвидации бандитов и налётчиков, выполняли другие задания ВЧК.
После смерти в 1919 году Я. М. Свердлова по инициативе бойцов постановлением Президиума ВЦИК от 25 февраля 1919 отряд переименован в 1-й автобронеотряд ВЦИК имени т. Я. М. Свердлова. 18 ноября 1920 года отряд включён в состав войск ВНУС и переименован в Автобронеотряд особого назначения имени Я. М. Свердлова. 24 февраля 1921 года отряд передан в ведение ВЧК и приказом ВЧК № 82 переименован в Автобронеотряд особого назначения при Президиуме ВЧК РСФСР имени Я. М. Свердлова.
В 1922 году ВЧК реорганизуется в ОГПУ, соответственно меняется название отряда — Отряд особого назначения при Коллегии ОГПУ РСФСР.